# Горжени, Зденек
Зденек Горжени (чеш. Zdeněk Hoření; 9 февраля 1930, Яблонец-над-Нисоу (район) — 12 февраля 2021, Прага) — чехословацкий журналист, главный редактор «Руде Право», официальной газеты Коммунистической партии Чехословакии.

## Биография
Горжени начал работать в «Руде Право» в 1954 году в качестве редактора. В 1962—1968 годах был корреспондентом в Москве. В 1969 году стал заместителем главного редактора партийного журнала «Tribuna», а впоследствии занимал ту же должность в  «Руде Право». С 1983 года до окончания Бархатной революции занимал должность главного редактора, также был президентом Чехословацкого союза журналистов. В 1980 году он был удостоен Чехословацкой журналистской премии, и ему был вручён Орден Республики (ЧССР).
XV съезд Коммунистической партии Чехословакии избрал Горжени в Центральный комитет партии, и XVI съезд переизбрал его на новый срок. В 1984—1989 года был членом секретариата ЦК.
Во время выборов в законодательные органы Чехии в 1976 году Горжени был избран в Чешский национальный совет. Был переизбран в 1981 году. На чехословацких парламентских выборах 1986 года Горжени перешел в Федеральное собрание Чехословакии, выиграв выборы по избирательному округа № 64, в который входили города Мост и Хомутов. Служил до своей отставки в январе 1990 года после того, как Бархатная революция отстранила Коммунистическую партию от власти.
После Бархатной революции Горжени ушел из общественной жизни. Работал в редакции коммунистической газеты «Haló noviny», где сейчас работает его дочь Моника.
Зденек Хоржени умер от COVID-19 во время пандемии COVID-19 в Чешской Республике в Праге 12 февраля 2021 года в возрасте 91 года, через три дня после своего дня рождения.